# 3602 Lazzaro
3602 Lazzaro је астероид главног астероидног појаса са средњом удаљеношћу од Сунца која износи 2,267 астрономских јединица (АЈ).
Апсолутна магнитуда астероида је 14,3.